# Đại học Trung Sơn
Đại học Trung Sơn (SYSU; giản thể: 中山大学; phồn thể: 中山大學; bính âm: Zhōngshān Dàxué; thông dụng: tiếng Trung: 中大; bính âm: Zhōngdà) là một trường đại học ở Cộng hoà Nhân dân Trung Hoa. Đây là một trường đại học trực thuộc quản lý của Bộ Giáo dục Cộng hòa Nhân dân Trung Hoa. Trường này nằm ở Quảng Châu, thủ phủ tỉnh Quảng Đông. Thành lập năm 1924, Trường Đại học Trung Sơn là một trong những trường đại học tổng hợp trọng điểm của chính phủ.

## Lịch sử
Đại học Trung Sơn được thành lập năm 1924 bởi Tôn Trung Sơn, trước đây được biết đến như Trường sư phạm Quảng Đông. Năm 1926, trường được đổi tên thành Đại học Trung Sơn.

## Cơ cấu
Đại học Trung Sơn là một trường đại học trọng điểm cũng như đại học trọng điểm quốc gia. Trường có 45 viện và 8 bộ môn với 116 chuyên ngành đại học, hai chuyên ngành văn bằng 4, 52 chuyên ngành cho các ứng viên thạc sĩ và 4783 chuyên ngành cho ứng viên tiến sĩ. Trong khi vẫn đặt trọng tâm vào khoa học cơ bản, trường cũng đã đặc biệt chú ý đế việc phát triển khoa học ứng dụng.
Trường cũng tham gia nghiên cứu trên nhiều lĩnh vực và các viện nghiên cứu của trường gồm: Viện Nghiên cứu Phát triển Nguồn nhân lực và Khoa học Hành chính, Viện Nghiên cứu Giáo dục Kinh tế và Hành chính và Viện Nghiên cứu Khoa học Sâu bọ.

## Các cựu sinh viên nổi tiếng
- Lỗ Tấn, Nhà văn
- Quách Mạt Nhược, Nhà văn
- Hoàng Hiện Phan, Sử gia